# کتی زفرس
کتی زفرس (انگلیسی: Katie Zaferes؛ زادهٔ ۱ ژوئن ۱۹۸۹) ورزشکار ورزش سه‌گانه زن اهل ایالات متحده آمریکا است.
وی در مسابقات کشوری و بین‌المللی در مجموع برندهٔ ۱ مدال طلا، ۲ مدال نقره، ۲ مدال برنز شده‌است.
او در مسابقات جهانی ورزش سه‌گانه در سال‌های ۲۰۱۷ تا ۲۰۱۹ به ترتیب مدال‌های برنز، نقره و طلا را بدست آورد.
کتی زفرس در مسابقات المپیک توکیو ۲۰۲۰ که در سال ۲۰۲۱ برگزار شد ۲ مدال بدست آورد. او ۱ مدال برنز مسابقات فردی و ۱ مدال نقره مسابقات تیمی کسب کرد.